# Стеблєвек
Стеблєвек (словен. Stebljevek) — поселення в общині Камник, Осреднєсловенський регіон, Словенія. Висота над рівнем моря: 532,6 м.